# Albrecht Haas
Christian Albrecht Haas (* 8. März 1906 in Pegnitz; † 20. Januar 1970 in Schwabach) war ein deutscher Jurist und Politiker (FDP).

## Leben und Beruf
Nach dem Abitur 1925 am Adam-Kraft-Gymnasium in Schwabach nahm Haas, der evangelischen Glaubens war, ein Studium der Rechts- und Staatswissenschaften in München, Heidelberg und Erlangen auf, welches er 1931 mit der Promotion zum Dr. jur. und 1933 mit dem zweiten juristischen Staatsexamen beendete. Während seines Studiums wurde er Mitglied der musischen Studentenverbindung AGV München im SV. Nach seinem Studium war er bis 1940 als selbständiger Rechtsanwalt in Nürnberg tätig. Von 1940 bis 1945 nahm er als Soldat am Zweiten Weltkrieg teil. Während des Krieges wurde seine Rechtsanwaltskanzlei durch alliierte Bombardements zerstört. Nach dem Kriegsende war Haas zunächst kommissarischer Oberamtsrichter. Später gründete er eine neue Rechtsanwaltskanzlei in Schwabach.
Der Deutsche Alpenverein (DAV) war von 1945 bis 1947 von den Besatzungsmächten verboten worden. Haas war Wiederbegründer der Sektion Schwabach des DAV nach dem Zweiten Weltkrieg und deren 1. Vorsitzender von 1947 bis 1949.

## Partei
Haas gehörte vor 1933 der DVP an. Er war Mitbegründer der FDP in Franken und Bayern. Er war seit 1947 Mitglied des Landesvorstands der Partei und seit 1948 Bezirksvorsitzender der FDP Mittelfranken. 1956 wurde er als Nachfolger von Thomas Dehler Landesvorsitzender der Liberalen in Bayern. 1964 wurde er in dieser Funktion durch Klaus Dehler abgelöst.

## Abgeordneter
Haas war von 1945 bis 1955 Ratsmitglied der Gemeinde Schwabach und dort Vorsitzender der FDP-Fraktion. Er wurde am 27. November 1950 in den Bayerischen Landtag gewählt und war dort von 1950 bis 1954 und von 1962 bis 1965 stellvertretender Vorsitzender der FDP-Fraktion. Am 13. Oktober 1965 legte er sein Landtagsmandat nieder, nachdem er zuvor in den Bundestag gewählt worden war. Dem Deutschen Bundestag gehörte er von 1965 bis zu seinem Tode an. Er war stets über die Landesliste Bayern ins Parlament eingezogen.

## Öffentliche Ämter
Haas war von 1954 bis 1957 Staatssekretär und Leiter der bayerischen Staatskanzlei unter Ministerpräsident Wilhelm Hoegner und 1957/58 Staatssekretär im bayerischen Finanzministerium. Er wurde im Dezember 1958 als Staatsminister der Justiz in die von Ministerpräsident Hanns Seidel geführte Landesregierung berufen und gehörte auch der von Ministerpräsident Hans Ehard geführten Folgeregierung an. Nach der Bildung einer CSU-Alleinregierung schied er im Dezember 1962 aus dem Amt.

## Ehrungen
- 1957: Großes Goldenes Ehrenzeichen mit dem Stern für Verdienste um die Republik Österreich[3]
- 1969: Großes Verdienstkreuz mit Stern der Bundesrepublik Deutschland
- Bayerischer Verdienstorden